# Паулиан (Сату Маре)
Паулиан (рум. Paulian) насеље је у Румунији у округу Сату Маре у општини Доба. Oпштина се налази на надморској висини од 115 m.

## Становништво
Према подацима из 2002. године у насељу је живело 500 становника.

### Попис2002.
| Расподела становништва по националности 2002.‍ | Расподела становништва по националности 2002.‍ | Расподела становништва по националности 2002.‍ | Расподела становништва по националности 2002.‍ | Расподела становништва по националности 2002.‍ |
| --------------------------------------------- | --------------------------------------------- | --------------------------------------------- | --------------------------------------------- | --------------------------------------------- |
|                                               |                                               |                                               |                                               |                                               |
| Румуни                                        | Румуни                                        |                                               | 377                                           | 75,7%                                         |
| Украјинци                                     | Украјинци                                     |                                               | 115                                           | 23,1%                                         |
| други                                         | други                                         |                                               | 6                                             | 1,2%                                          |